# Me Apaixonei pela Vilã
Me Apaixonei pela Vilã (私の推しは悪役令嬢。, Watashi no Oshi wa Akuyaku Reijō), abreviada como Wataoshi (わた推し), é uma série de light novels  japonesa escrita por Inori e ilustrada por Hanagata. Foi serializado entre janeiro de 2018 e fevereiro de 2021 no website de publicação de novels criadas pelos usuários  Shōsetsuka ni Narō. Foi adquirida pela Aichu Publishing, essa que publicou o primeiro volume da light novel volume digitalmente em fevereiro de 2019 sob sua marca GL Bunko.
Uma adaptação de mangá ilustrado por Aonoshimo foi serializada na revista de mangá yuri de Ichijinsha, Comic Yuri Hime, desde 18 de junho de 2020. Foi reunido em dez volumes tankōbon. A light novel foi licenciada no Brasil pela NewPOP. Uma adaptação para anime da Platinum Vision estreou em outubro de 2023.

## Enredo
Oohashi Rei, uma trabalhadora de escritório comum, morreu de sobrecarregada de trabalho e de repente se vê reencarnada como Rei Taylor, a heroína de seu jogo otome favorito, Revolution. No entanto, Rei não tem interesse nas três rotas de romance originais do jogo com os príncipes do Reino Bauer. Em vez disso, ela mira seu coração em Claire François, a principal antagonista do jogo. Usando seu conhecimento dos eventos do jogo que continuam por vir, Rei tenta dar à Claire um final feliz antes que a próxima revolução destrua qualquer chance de isso acontecer.

## Personagens
Rei Taylor (レイ＝テイラー, Rei Teirā)
Voz de: Yu Serizawa
A protagonista principal. Ela é uma trabalhadora de escritório que acaba morrer de sobrecarga de trabalho e reincarnar como a jogadora do seu jogo otome favorito, Revolution. Como ela é uma lésbica, Rei não tem nenhum interesse nos heróis do jogo; na realidade, ela se irrita quando eles prestam atenção nela. Em vez disso, ela acaba se apaixonando pela vilão do jogo, Claire, e se foca em utilizar seus conhecimentos prévios para dá-la um final feliz.
Claire François (クレア＝フランソワ, Kurea Furansowa)
Voz de: Karin Nanami
A “vilã” do jogo original e atualmente o alvo romântico da Rei. Claire é uma nobre que acredita no atual sistema aristocrático do reino e regularmente os plebeus com desdém, especialmente a Rei, por mais que isso apenas serve para deixá-la frustrada e confusa com o interesse de Rei por ela. Com o tempo, no entanto, ela começa a se abrir e apreciar seu laço com a Rei.
Rod Bauer (ロッド＝バウワー, Roddo Bauwā)
Voz de: KENN
O herdeiro mais velho da família real do Reino de Bauer e uma das opções românticas no jogo original. Ele é frequentemente seguido por uma legião de devotas admiradoras por sua aparência e habilidade. É um jovem energético que se torna profundamente interessado na Rei devido às suas habilidades incomparáveis advindas de seu conhecimento do jogo original, por mais que ela não gosta nem um pouco disso.
Sein Bauer (セイン＝バウワー, Sein Bauwā)
Voz de: Daisuke Namikawa
O segundo herdeiro dentre a família real do Reino de Bauer e uma das opções românticas no jogo original. Sein costuma ser estoico e sente que suas habilidades são inferiores às de seus irmãos, fazendo-o ser o herói menos popular. Claire esteve apaixonada por ele por um longo tempo, algo bastante aparente na rota dele.
Yur Bauer (ユー＝バウワー, Yū Bauwā)
Voz de: Yōko Hikasa
O terceiro herdeiro dentre a família real do Reino de Bauer e uma das opções românticas no jogo original. Ele é um príncipe carismático e atraente, muito admirado por diversas mulheres. Mais tarde, é revelado que ele está afligido pela "Maldição de Crosswire", que inverte os gêneros. Originalmente era uma garota, mas foi amaldiçoado por sua mãe para ser elegível ao trono. Ele volta ao seu verdadeiro gênero apenas durante a lua cheia, e Misha é a única pessoa que conhece seu segredo, já que até mesmo a Rei não tinha consciência disso.
Misha Jule (ミシャ＝ユール, Misha Yūru)
Voz de: Aimi Terakawa
Colega de quarto da Rei e sua melhor amiga. Sua família costumava ser nobre, mas acabaram se tornando plebeus após caírem em desgraça e empobrecerem. Por ter conhecido a verdadeira Rei Taylor antes de Oohashi ter se reincarnado como ela, ela se questiona se há algo de errado com a cabeça dela. Está fortemente implícito que ela alimenta os sentimentos românticos pelo Príncipe Yur e é a única que sabe sobre seu gênero original.
Lene Orso (レーネ＝オルソー, Rēne Orusō)
Voz de: Ikumi Hasegawa
A criada de Claire. Ela é uma plebeia e também a filha mais velha de uma das ricas famílias de comerciantes do reino, os Orso da Companhia Orso. Ela é muito próxima de Claire, trabalhando como sua criada desde que Claire se lembra, e poderiam ser facilmente confundidas como irmãs ou em alguma outra relação próxima.
Loretta Kugret (ロレッタ＝クグレット, Roretta Kuguretto)
Voz de: Sara Matsumoto
Amiga de infância da Claire François. Ela é da Casa Kuguret, uma família conhecida por sua história de serviço militar. Ela admira Sein por sua personalidade firme e conquistas, o que possivelmente implica uma queda por ele.
Pipi Barlier (ピピ＝バルリエ, Pipi Barurie)
Voz de: Minami Kurisaka
Amiga de infância da Claire François. Ela é filha da Casa Barlier, uma família com profundas conexões no mundo dos negócios de Bauer. Há indícios de que ela tem uma queda por Rod, ficando corada e tímida sempre que ele está por perto.
Manaria Sousse (マナリア＝スース, Manaria Sūsu)
Voz de: Nana Mizuki
Uma princesa do Reino de Sousse. Ela conhece a Claire François desde a infância. Após ser exilada de seu reino, ela transferiu-se para a Academia Real no Reino de Bauer.

## Mídias

### Light novels
Me Apaixonei pela Vilã foi originalmente serializado online de 14 de janeiro de 2018 a 21 de fevereiro de 2021 no website de publicação de novels criadas pelos usuários Shōsetsuka ni Narō.
Cinco volumes da light novel oficial foram publicados digitalmente como exclusivos da Amazon Kindle pela Aichu Publishing sob sua marca GL Bunko de 26 de fevereiro de 2019 a 26 de agosto de 2021. As light novels apresentavam arte de capa e ilustrações adicionais de Hanagata. Em 2021, a Ichijinsha anunciou que começaria a publicar os livros em brochura, com o primeiro volume lançado em 18 de dezembro de 2021 sob a marca Ichijinsha Novels. A light novel foi licenciada no Brasil pela  NewPOP, tendo o primeiro volume da série lançado em setembro de 2021, e finalizando em julho de 2023.
| 1. "Reencarnação para um Mundo de Jogo de Romance" (乙女ゲーム世界への転生, Otome Gēmu Sekai e no Tensei) 2. "Cavalaria Academial" (学院騎士団, Gakuin Kishi-dan) 3. "Movimento Plebeu" (平民運動, Heimin Undō) - Extra. "Minha Mestra, Claire François" (我が主、クレア＝フランソワ, Waga Omo, Kurea Furansowa) |

| 1. "Balança da Paixão" (恋の天秤, Koi no Tenbin) 2. "Férias" (バカンス, Bakansu) 3. "O Segredo de Yur" (ユーの秘密, Yū no Himitsu) 4. "Palácio" (王宮, Ōkyū) 5. "Revolução" (革命, Kakumei) - Epílogo - Conto Exclusivo. "Maldição e Simpatia" (のろいとおまじない, Norui to Omajinai) |

| 1. "Vida Nova" (新生活, Shin Seikatsu) 2. "Matricula na Escola Imperial" (帝国国学館編入, Teikoku Kokugaku-kan Hen'nyū) 3. "Assassinato da Papisa" (教皇暗殺, Kyōkō Ansatsu) - Extra 1. "O Que Foi Obtido e o Que Foi Perdido" (得たもの、失ったもの, Eta Mono, Ushinatta Mono) - Extra 2. "Cerimnia de Casamento" (結婚式, Kekkonshiki) - Extra 3. "Uma Bebida Doce" (甘いお酒, Amai Osake) - Extra 4. "Aniversário" (誕生日, Tanjōbi) - Extra 5. "Noite Santa" (聖夜祭, Seiya-sai) - Extra 6. "Tal Sofrimento Não É uma Punição [Lily Lilium]" (その苦しみは罰ではなくて（リリィ＝リリウム）) - Conto Exclusivo. "A Claire Que Conquistou o Tempo (?)" (時を駆ける（？）クレア, Toki o Kakeru (?) Kurea) |

| 1. "Baile" (舞踏会, Budōkai) 2. "Conquista do Império" (帝国籠絡, Teikoku Rōraku) 3. "Discípulo" (教え子, Oshiego) 4. "Conferência de Líderes" (首脳会談, Shunō Kaidan) - Conto Exclusivo. "Tsunderê" (ツンツンとデレデレ, Tsuntsun to Deredere) |

| 1. Teito Shūgeki (帝都襲撃) 2. Sekai no Shinjitsu (世界の真実) 3. Jinrui no Mirai (人類の未来) - Epílogo - Conto Exclusivo. Arieta Kamo Shirenai Tsuitachi (あり得たかも知れない一日) |

#### Spin-off
Me Apaixonei pela Vila: Ela é Atrevida Demais para uma Plebeia! (平民のくせに生意気な！, Heimin no kuse ni namaikina) é uma releitura da série original na perspectiva da Claire. Começou a serialização online em 25 de maio de 2021 no Shōsetsuka ni Narō. A Aichu Publishing publicou o primeiro volume de light novel digitalmente sob seu selo GL Bunko em fevereiro de 2022, com Hanagata retornando para o design da capa e ilustrações adicionais.
| N.º | Data de lançamento               | ISBN |
| --- | -------------------------------- | ---- |
| 1   | 28 de fevereiro de 2022 (e-book) | —    |
| 2   | 20 de dezembro de 2022 (e-book)  | —    |
| 3   | 26 de setembro de 2023 (e-book)  | —    |

### Mangá
Uma adaptação de mangá escrito por Inori e ilustrado por Aonoshimo. Começou a serialização na revista de mangá yuri de Ichijinsha, Comic Yuri Hime, em 18 de junho de 2020. Em 23 de junho de 2022, a NewPOP anunciou que publicaria a adaptação no Brasil, porém não há ainda uma previsão de publicação.
| N.º | Original               | Original                                 | Português          | Português |
| N.º | Data de lançamento     | ISBN                                     | Data de lançamento | ISBN      |
| --- | ---------------------- | ---------------------------------------- | ------------------ | --------- |
| 1   | 18 de dezembro de 2020 | 978-4-7580-2193-7                        | —                  | —         |
| 2   | 17 de junho de 2021    | 978-4-7580-2263-7                        | —                  | —         |
| 3   | 18 de dezembro de 2021 | 978-4-7580-2318-4                        | —                  | —         |
| 4   | 17 de junho de 2022    | 978-4-7580-2433-4                        | —                  | —         |
| 5   | 16 de dezembro de 2022 | 978-4-7580-2479-2                        | —                  | —         |
| 6   | 17 de maio de 2023     | 978-4-7580-2540-9                        | —                  | —         |
| 7   | 18 de outubro de 2023  | 978-4-7580-2613-0 978-4-7580-2614-7 (EL) | —                  | —         |
| 8   | 17 de abril de 2024    | 978-4-7580-2696-3                        | —                  | —         |
| 9   | 18 de outubro de 2024  | 978-4-7580-2776-2                        | —                  | —         |
| 10  | 17 de abril de 2025    | 978-4-7580-2881-3                        | —                  | —         |

#### Spin-off
Um mangá spin-off de culinária ilustrado por tsuke, intitulado Me Apaixonei pela Vilã: Cozinha da Empregada (私の推しは悪役令嬢。メイドキッチン, Watashi no Oshi wa Akuyaku Reijou. Maid's Kitchen), começou a serialização na Comic Yuri Hime em 16 de junho de 2023.

### Webtoon
Uma adaptação para manhwa escrita por Kim Migyo e ilustrada por TSTeam, intitulada hangul: 내 최애는 악역영애 ~Another Revolution Story~; rr: Nae Choeaeneun Ag-yeog-yeong-ae ~Another Revolution Story~,começou a ser serializada na plataforma Ridi Books da plataforma webtoon em 13 de janeiro de 2023.

### Anime
Uma adaptação para anime foi anunciada em 13 de dezembro de 2022. Está sendo produzida pela Platinum Vision e dirigido por Hideaki Ōba, com roteiros escritos por Ayumu Hisao, desenhos de personagens feitos por Yōko Satō e música composta por Noriyuki Asakura e Usagi to Uma. A série foi transmitida de 3 de outubro de 2023 a 19 de dezembro de 2023, na Tokyo MX e outras emissoras. A música tema da abertura é "Reaise Y/Our Hands!!", enquanto que a música tema de encerramento é "O.C. Optimum Combination", ambas realizadas por Yu Serizawa e Karin Nanami. A Crunchyroll licenciou a série fora da Ásia.

## Recepção
No guia de light novel da Anime News Network de outono de 2020, a série foi recebida positivamente de modo geral, embora não tão fortemente quanto outros títulos yuri lançados na época. No entanto, foi notado que “se Rei e Claire começam como quase intensamente difíceis de gostar, elas passam por uma mudança suficiente na metade do romance que as torná muito mais fáceis de torcer”.
Outros tiveram uma recepção mais positiva à série. Erica Friedman, fundadora da Yuricon, concedeu pela primeira vez uma pontuação geral de nove para uma Light Novel. Friedman também elogiou a série por sua discussão franca sobre a identidade LGBT, escrevendo “então você chega a um momento em que Misha, a melhor amiga da Rei e colega de quarto, se vira para Rei e pergunta: ‘Você é homossexual?’ […] e os personagens têm uma discussão franca sobre sexualidade.”  Nicki Bauman observou que o foco aberto da série nos temas LGBT em seus personagens e narrativa não era típico do gênero yuri e propôs que isso poderia sinalizar uma mudança nos temas e histórias com yuri.
Em março de 2021, Me Apaixonei pela Vilã ficou em 5.º lugar no ranking anual de Manga We Want to See Animated do AnimeJapan. Em junho de 2021, a série foi indicada para a categoria de Melhor Mangá Impresso no Next Manga Awards e ficou em 17.º lugar entre 50 indicados. Também foi indicado para o mesmo prêmio e ficou em 8.º lugar entre 50 indicados em 2022.